# William de B. MacNider
William de Berniere „Bill“ MacNider (* 25. Juni 1881 in Chapel Hill, North Carolina; † 31. Mai 1951 in Durham, North Carolina) war ein US-amerikanischer Arzt und Pharmakologe an der University of North Carolina at Chapel Hill.

## Leben und Wirken
William MacNider studierte ab 1899 an der University of North Carolina in Chapel Hill und in Raleigh in einem im Aufbau begriffenen Studiengang Medizin, 1903 erwarb er den M.D. als Abschluss des Studiums. Nach kurzer Lehrtätigkeit in Raleigh erhielt MacNider 1905 eine Professur für Pharmakologie in Chapel Hill, ließ sich aber noch jeweils über mehrere Monate im Jahr an anderen Universitäten ausbilden, unter anderem bei William Osler am Johns Hopkins Hospital. Gleichzeitig war er Arzt für die Studenten und Bediensteten der Universität. Von 1937 bis 1940 war er Dekan der medizinischen Fakultät. 1950 ging MacNider in den Ruhestand.
MacNiders Hauptforschungsgebiet seiner frühen Jahre war die Wirkung verschiedener Arzneimittel und Gifte (insbesondere Uran und Chloroform) auf Struktur und Funktion der Niere, sowohl mit Hinblick auf Produktion und Zusammensetzung des Harns, als auch auf den Säure-Basen-Haushalt des Versuchstiers. Er entdeckte eine Altersabhängigkeit der toxischen Wirkungen und Ähnlichkeiten mit natürlich auftretenden Nephrosen sowie Prinzipien der Erholung nach akutem Nierenversagen. Weitere Arbeiten MacNiders befassten sich mit der Lebertoxizität der eingesetzten Substanzen und mit der Erholung nach akutem Leberversagen sowie der Anfälligkeit für wiederholte Vergiftungen und wiederum der Altersabhängigkeit der Effekte. Er sah Metaplasien der Gewebe als Anpassung an Schädigungen und unter Umständen als Vorteil bei wiederholten Noxen an.
In späteren Arbeiten versuchte MacNider seine Forschungsergebnisse zu verallgemeinern und die Anpassung von Organismen an ungünstige Umstände verschiedener Art sowie die Unempfindlichkeit gegen Schädigungen zu erfassen. Eine fehlende Unempfindlichkeit oder nicht ausreichende Anpassung führe dann zu Krankheit und vorzeitigem Tod. Veränderungen von Geweben, die allgemein als krankhaft angesehen werden, könnten auch als Ausdruck einer in gewissem Rahmen „erfolgreichen“ Anpassung interpretiert werden.
Frühzeitig forderte MacNider die wissenschaftliche Auseinandersetzung mit den Fragen des Alterns. Er kann als Vorreiter von Geriatrie und Gerontologie in den Vereinigten Staaten gelten. Er war der Gründungspräsident der Gerontological Society und hatte Funktionen in mehreren staatlichen Kommissionen zur Altersforschung inne.
William MacNider war ab 1918 mit Sarah Jane Ford verheiratet. Das Paar hatte eine Tochter.

## Auszeichnungen (Auswahl)
- 1911 Fellow der American Association for the Advancement of Science
- 1932–34 Präsident der American Society of Pharmacology and Therapeutics
- 1933 Ehrendoktorat des Medical College of Virginia
- 1934 Ehrendoktorat des Davidson College
- 1934/35 Präsident der International Research Society
- 1938 Mitglied der National Academy of Sciences[1]
- 1939 Mitglied der American Philosophical Society[2]
- 1940 Mitglied der American Academy of Arts and Sciences[3]
- 1941 George M. Kober Medal[4]
- 1941/42 Präsident der Society for Experimental Biology and Medicine

Nach seinem Tod wurde ein Labor-Gebäude an der University of North Carolina at Chapel Hill nach MacNider benannt.